# Kraven, o Caçador (filme)
Kraven the Hunter (bra/prt: Kraven, o Caçador) é um filme americano de ação, suspense e aventura, escrito por Richard Wenk e Art Marcum e Matt Holloway e dirigido por J.C. Chandor. Estrelado por Aaron Taylor-Johnson no papel de Kraven, o Caçador, também conta com Ariana DeBose e Russell Crowe em papéis coadjuvantes. É o sexto filme do Universo Homem-Aranha da Sony, o terceiro sobre um vilão do Homem-Aranha, após Venom (2018), Venom: Tempo de Carnificina (2021), Morbius (2022), Madame Teia (2024) e Venom 3: A Última Rodada (2024). Produzido pela Arad Productions/Matt Tolmach Productions,e distribuído pela Columbia Pictures em associação com a TSG Entertainment II e com a Marvel,estreou nos Estados Unidos em 13 de dezembro de 2024.

## Elenco
- Aaron Taylor-Johnson como Sergei Kravinoff / Kraven, o Caçador: Um guerreiro caçador.[9][10] Taylor-Johnson descreveu ele como um "conservacionista",[11] um "protetor do mundo natural" e "amante de animais".[12] Levi Miller interpreta um Kraven mais jovem.[13]
- Ariana DeBose como Calypso: Uma sacerdotisa voodoo e interesse amoroso de Kraven.[14][15]
- Russell Crowe como Nikolai Kravinoff, Pai de Kraven.[16][17][18]
- Fred Hechinger como Dmitri Smerdyakov / Camaleão: Meio-irmão de Kraven e mestre dos disfarces.[19][20]
- Christopher Abbott como Foreigner: um mercenário e assassino.[21]
- Alessandro Nivola como Aleksei Sytsevich / Rino[17][18]

## Produção

### Desenvolvimento
O personagem Kraven, da Marvel Comics, sempre foi pauta e tentou ser adaptado no quarto filme do Homem-Aranha do diretor Sam Raimi antes do filme ser cancelado em 2010 por conta do reboot da franquia. A Sony Pictures anunciou planos em dezembro de 2013 para seu filme The Amazing Spider-Man 2 (2014) para estabelecer um universo compartilhado – inspirado no Universo Cinematográfico Marvel (MCU) – baseado nas propriedades da Marvel que detinham os direitos. Kraven foi provocado nesse filme, com seu diretor Marc Webb expressando interesse em ver o personagem aparecer no filme. Em fevereiro de 2015, a Sony e a Marvel Studios anunciaram uma nova parceria para co-produzir o filme Homem-Aranha: De Volta ao Lar (2017), além de integrar o personagem Homem-Aranha com o MCU da Marvel. A Sony anunciou seu próprio universo compartilhado, "Universo Homem-Aranha da Sony", em Maio de 2017. A Sony pretendia que isso fosse um "adjunto" de seus filmes do Homem-Aranha no MCU, apresentando propriedades relacionadas ao Homem-Aranha começando com Venom (2018). O estúdio estava considerando um filme de Kraven para o universo. Enquanto desenvolvia o filme do MCU Pantera Negra (2018), o diretor Ryan Coogler esperava incluir Kraven no filme por causa de uma cena na história em quadrinhos do Pantera Negra de Christopher Priest que tinha T'Challa lutando contra Kraven, mas a Marvel Studios notificou Coogler que a Sony tinha os direitos do filme para Kraven, então eles não tinham permissão para usá-lo em outros filmes do MCU.
Richard Wenk foi contratado para escrever um roteiro para Kraven the Hunter em agosto de 2018, um mês após o lançamento bem-sucedido de The Equalizer 2, da Sony Pictures, que ele escreveu. O projeto foi anunciado como "o próximo capítulo" do Universo Compartilhado da Sony. Wenk foi encarregado de apresentar Kraven ao público e descobrir qual personagem ele poderia caçar no filme, já que o Homem-Aranha, considerado a "baleia branca" de Kraven nos quadrinhos, era improvável de aparecer devido ao acordo com o Universo Cinematográfico Marvel (MCU). Se o filme teria como alvo o público adulto dependeria da resposta do público à abordagem mais sombria de Venom (2018). Em outubro, Wenk disse que estava "decifrando" a história e o tom do filme antes de começar a escrever o roteiro. Ele pretendia aderir à tradição dos quadrinhos do personagem, inclusive apresentando Kraven lutando contra o Homem-Aranha. Wenk disse que a Sony pretendia adaptar a história em quadrinhos de Kraven's Last Hunt, e havia discussões em andamento sobre se fazer isso neste filme ou em um posterior. Wenk comparou a última abordagem com o filme de duas partes Kill Bill. Ele expressou interesse em ter o diretor de Equalizer, Antoine Fuqua, se juntando ao filme; Fuqua considerou dirigir o filme baseado da Marvel na Sony, Morbius (2022), e decidiria dirigir Kraven com base no roteiro. A Sony confirmou que um filme com Kraven estava em desenvolvimento em março de 2019.
Jon Watts, diretor dos filmes do Homem-Aranha protagonizados pelo ator Tom Holland no MCU, Spider-Man: Homecoming (2017) e sua sequência Spider-Man: Far From Home (2019), manifestou interesse em apresentar Kraven em um potencial terceiro filme do Homem-Aranha ambientado no MCU, Watts lançou um filme colocando Peter Parker / Spider -Man contra Kraven, mas essa ideia foi abandonada em favor da história do Multiverso em Spider-Man: No Way Home (2021). Em agosto de 2020, Art Marcum e Matt Holloway reescreveram o roteiro, depois de reescrever sem créditos para Morbius (2022). Na mesma época, J.C. Chandor entrou em negociações para dirigir o filme, enquanto Matt Tolmach, Avi Arad e Amy Pascal foram definidos como produtores, J. C. Chandor foi confirmado como diretor em maio de 2021.

### Pré-produção
Aaron Taylor-Johnson foi escalado para estrelar como Sergei Kravinoff / Kraven, o Caçador. A Sony já havia considerado atores como Brad Pitt, Keanu Reeves, John David Washington e Adam Driver para o papel, mas os executivos da Sony agiram rapidamente para escalar Taylor-Johnson depois que eles ficaram impressionados pela atuação dele no filme Bullet Train (2022). Taylor-Johnson começou as negociações logo após um telefonema inicial com Chandor. Em julho, Jodie Turner-Smith estava em negociações para interpretar o interesse amoroso de Kraven, Calypso, mas às negociações não foram para frente, Russell Crowe foi escalado para um papel não revelado no início de fevereiro de 2022. O Hollywood Reporter observou que muitos dos personagens principais do filme seriam membros da família de Kraven, com Crowe potencialmente interpretando o pai de Kraven. Até então, foi oferecido o papel de Cameleão (meio-irmão de Kraven) para o ator Kodi Smit-McPhee, mas ele recusou devido a um conflito de agenda. Mais tarde, em fevereiro, Fred Hechinger se juntou ao elenco como Camaleão. Em março, a vencendora do Oscar Ariana DeBose juntou-se ao elenco no papel de Calypso, Alessandro Nivola foi escalado como um vilão, e Christopher Abbott foi escalado como o principal vilão do filme, que foi relatado como o Foreigner e Levi Miller juntou-se ao elenco em abril. Taylor-Johnson estava se preparando para o treinamento de dublês com Chandor na Inglaterra, nos arredores de Londres, pelas próximas semanas.

### Filmagens
As filmagens principais começaram em 20 de março de 2022, em Londres, na Inglaterra, com Ben Davis atuando como diretor de fotografia.

## Marketing
A Sony mostrou a primeira filmagem do filme em painel dos próximos filmes do estúdio durante a CinemaCon em abril de 2022. Teve seu primeiro trailer exibido um ano depois, no primeiro dia da CinemaCon em Las Vegas, mas somente para as pessoas presentes no evento. Além de introduzir o vilão Rhino, o vídeo destacou a brutalidade de Kraven como um anti-herói. Por conta das cenas de ação e violência, receberá a classificação Rated R (maiores de 18 anos).

## Música
Benjamin Wallfisch vai compor a trilha sonora do filme.

## Lançamento
Kraven the Hunter foi lançado nos Estados Unidos em 13 de dezembro de 2024, pela Sony Pictures Releasing. Estava originalmente programado para ser lançado em 13 de janeiro de 2023, e posteriormente em 6 de outubro de 2023, e 30 de agosto de 2024. A greve da SAG-AFTRA de 2023 e a concorrência com os outros filmes da franquia com lançamento anterior ao mês de agosto foram os motivos dos adiamentos.

## Recepção
No site agregador de críticas Rotten Tomatoes, 16% das 147 resenhas dos críticos são positivas, com uma classificação média de 4/10. O Metacritic, que usa uma média ponderada, atribuiu ao filme uma pontuação de 35 em 100, baseado em 41 críticos, indicando críticas "geralmente desfavoráveis".